# 66207 Carpi
66207 Carpi este un asteroid din centura principală de asteroizi.

## Descriere
66207 Carpi este un asteroid din centura principală de asteroizi. A fost descoperit pe 6 februarie 1999 la Cavezzo la Observatorul Cavezzo. El prezintă o orbită caracterizată de o semiaxă mare de 2,98 ua, o excentricitate de 0,03 și o înclinație de 6,9° în raport cu ecliptica.